# Epidesma melanoneura
Epidesma melanoneura là một loài bướm đêm thuộc phân họ Arctiinae, họ Erebidae.